# شينغوان (منطقة لاسا)
شينغوان (بالإنجليزية: Chengguan District, Lhasa) هي مقاطعة [الإنجليزية] تقع في الصين في لاسا. يقدر عدد سكانها بـ 140,000 نسمة ومساحتها 525 كم2 .

## المناخ
يظهر الجدول التالي التغييرات المناخية على مدار السنة لشينغوان:
| البيانات المناخية لـشينغوان                                               | البيانات المناخية لـشينغوان | البيانات المناخية لـشينغوان | البيانات المناخية لـشينغوان | البيانات المناخية لـشينغوان | البيانات المناخية لـشينغوان | البيانات المناخية لـشينغوان | البيانات المناخية لـشينغوان | البيانات المناخية لـشينغوان | البيانات المناخية لـشينغوان | البيانات المناخية لـشينغوان | البيانات المناخية لـشينغوان | البيانات المناخية لـشينغوان | البيانات المناخية لـشينغوان |
| الشهر                                                                     | يناير                       | فبراير                      | مارس                        | أبريل                       | مايو                        | يونيو                       | يوليو                       | أغسطس                       | سبتمبر                      | أكتوبر                      | نوفمبر                      | ديسمبر                      | المعدل السنوي               |
| ------------------------------------------------------------------------- | --------------------------- | --------------------------- | --------------------------- | --------------------------- | --------------------------- | --------------------------- | --------------------------- | --------------------------- | --------------------------- | --------------------------- | --------------------------- | --------------------------- | --------------------------- |
| الدرجة القصوى °م (°ف)                                                     | 20.5 (68.9)                 | 21.3 (70.3)                 | 25.0 (77.0)                 | 25.9 (78.6)                 | 29.4 (84.9)                 | 29.9 (85.8)                 | 30.4 (86.7)                 | 27.2 (81.0)                 | 26.5 (79.7)                 | 24.8 (76.6)                 | 22.8 (73.0)                 | 20.1 (68.2)                 | 30.4 (86.7)                 |
| متوسط درجة الحرارة الكبرى °م (°ف)                                         | 8.4 (47.1)                  | 10.1 (50.2)                 | 13.3 (55.9)                 | 16.3 (61.3)                 | 20.5 (68.9)                 | 24.0 (75.2)                 | 23.3 (73.9)                 | 22.0 (71.6)                 | 20.7 (69.3)                 | 17.5 (63.5)                 | 12.9 (55.2)                 | 9.3 (48.7)                  | 16.5 (61.7)                 |
| المتوسط اليومي °م (°ف)                                                    | −0.3 (31.5)                 | 2.3 (36.1)                  | 5.9 (42.6)                  | 9.0 (48.2)                  | 13.1 (55.6)                 | 16.7 (62.1)                 | 16.5 (61.7)                 | 15.4 (59.7)                 | 13.8 (56.8)                 | 9.4 (48.9)                  | 3.8 (38.8)                  | −0.1 (31.8)                 | 8.8 (47.8)                  |
| متوسط درجة الحرارة الصغرى °م (°ف)                                         | −7.4 (18.7)                 | −4.7 (23.5)                 | −0.8 (30.6)                 | 2.7 (36.9)                  | 6.8 (44.2)                  | 10.9 (51.6)                 | 11.4 (52.5)                 | 10.7 (51.3)                 | 8.9 (48.0)                  | 3.1 (37.6)                  | −3 (27)                     | −6.8 (19.8)                 | 2.7 (36.9)                  |
| أدنى درجة حرارة °م (°ف)                                                   | −16.5 (2.3)                 | −15.4 (4.3)                 | −13.6 (7.5)                 | −8.1 (17.4)                 | −2.7 (27.1)                 | 2.0 (35.6)                  | 4.5 (40.1)                  | 3.3 (37.9)                  | 0.3 (32.5)                  | −7.2 (19.0)                 | −11.2 (11.8)                | −16.1 (3.0)                 | −16.5 (2.3)                 |
| الهطول مم (إنش)                                                           | 0.9 (0.04)                  | 1.8 (0.07)                  | 2.9 (0.11)                  | 8.6 (0.34)                  | 28.4 (1.12)                 | 75.9 (2.99)                 | 129.6 (5.10)                | 133.5 (5.26)                | 66.7 (2.63)                 | 7.4 (0.29)                  | 0.9 (0.04)                  | 0.3 (0.01)                  | 456.9 (18)                  |
| متوسط أيام هطول الأمطار (≥ 0.1 mm)                                        | 0.6                         | 1.2                         | 2.1                         | 5.4                         | 9.0                         | 14.0                        | 19.4                        | 19.9                        | 14.6                        | 4.1                         | 0.6                         | 0.4                         | 91.3                        |
| متوسط الرطوبة النسبية (%)                                                 | 26                          | 25                          | 27                          | 36                          | 41                          | 48                          | 59                          | 63                          | 59                          | 45                          | 34                          | 29                          | 41                          |
| ساعات سطوع الشمس الشهرية                                                  | 250.9                       | 231.2                       | 253.2                       | 248.8                       | 280.4                       | 260.7                       | 227.0                       | 214.3                       | 232.7                       | 280.3                       | 267.1                       | 257.2                       | 3٬003٫8                     |
| نسبة وصول أشعة الشمس                                                      | 78                          | 72                          | 66                          | 65                          | 66                          | 61                          | 53                          | 54                          | 62                          | 80                          | 84                          | 82                          | 67                          |
| المصدر: China Meteorological Administration, all-time extreme temperature |                             |                             |                             |                             |                             |                             |                             |                             |                             |                             |                             |                             |                             |